# Abdoulaye Diallo (Fußballspieler, März 1992)
Abdoulaye Diallo (* 30. März 1992 in Reims) ist ein französisch-senegalesischer Fußballtorwart, der zuletzt beim englischen Zweitligisten Nottingham Forest unter Vertrag stand.

## Vereinskarriere

### Stade Rennes
Im Jahr 2002 startete Abdoulaye Diallo seine Karriere beim französischen Erstligisten Stade Rennes in der Jugend und durchlief bis 2009 die Jugendmannschaften. Zwischen 2004 und 2007 durfte er das INF Clairefontaine, das Leistungszentrum des französischen Fußballs, besuchen.
Zur Saison 2009/2010 stieg er aus der Jugend in die zweite Mannschaft von Stade Rennes auf und wurde auch unregelmäßig in die erste Mannschaft berufen. Sein erstes Spiel für die erste Mannschaft bestritt er am 29. November 2009 beim 1:1-Unentschieden gegen Olympique Lyon und in der Saison 2011/12 durfte er ein weiteres Mal den Kasten der ersten Mannschaft hüten. Zudem kam Diallo am 15. November 2011 bei der 1:3-Niederlage gegen Atlético Madrid in der Gruppenphase der Europa League 2011/12 zu seinem ersten internationalen Einsatz.

### Leihe zum Le Havre AC
Nachdem Abdoulaye Diallo weder in der Saison 2012/13 noch im ersten Teil der Saison 2013/14 zu einem Einsatz gekommen war, wechselte er am 27. Januar 2014 zum damaligen Zweitligisten Le Havre AC. In der Ligue 2 gab er am 3. Februar 2014 sein Debüt bei der 2:3-Niederlage gegen den AS Nancy. Obwohl die Leihe eigentlich am Saisonende endete, spielte er eine weitere Saison für Le Havre AC, weil er von dem Verein für eine weitere Spielzeit ausgeliehen wurde. Nach Ende der Saison 2014/15 kehrte er zurück zu Stade Rennes.

### Leihe zum Çaykur Rizespor
Gegen Ende der Sommertransferperiode 2016 wurde Diallo an den türkischen Erstligisten Çaykur Rizespor ausgeliehen. Mit diesem Klub verfehlte er zum Saisonende den Klassenerhalt.

### Gençlerbirliği Ankara und Nottingham Forest
Im Sommer 2019 wechselte er ablösefrei zum türkischen Erstligisten Gençlerbirliği Ankara. Nachdem er in Ankara keinen neuen Vertrag erhalten hatte, unterschrieb er am 14. September 2020 beim englischen Zweitligisten Nottingham Forest. Dort erhielt er jedoch in der Saison 2020/21 keine Bewährungschance in der Profimannschaft und so endete Diallos Engagement dort nach nur einem Jahr.

## Nationalmannschaft
Mit der französische U-19-Nationalmannschaft nahm Abdoulaye Diallo an der U-19-Europameisterschaft 2010 im eigenen Landeil und hütete in allen Partien das französische Tor. Im Finale konnte Frankreich die spanische U-19-Nationalmannschaft mit 2:1 besiegen und konnten sich damit den Europameistertitel sichern. Er bestritt insgesamt 10 Spiele für die U-19 und für die französische U-20-Nationalmannschaft bestritt er genauso viele Spiele.
Obwohl er in den französischen Jugendmannschaften auflief, entschied er sich für die senegalesische Nationalmannschaft zu spielen und gegen die französische Nationalmannschaft. Er wurde von Aliou Cissé für das Freundschaftsspiel am 28. März 2015 gegen Ghana berufen und absolvierte bei diesen Spiel, welches der Senegal mit 2:1 gewinnen konnte, sein Debüt für den Senegal. Sein Pflichtspieldebüt gab er am 13. Juni 2015 beim 3:1-Sieg gegen Burundi in der Qualifikation für die Afrikameisterschaft.

## Erfolge
- U-19-Europameister: 2010 (Frankreich)